# Sierras de Córdoba
Die Sierras de Córdoba sind ein Gebirge im Westen der zentralargentinischen Provinz Córdoba. Im Wesentlichen bestehen sie aus drei Bergketten, die in Nord-Süd-Richtung verlaufen.
Die östliche Bergkette wird Sierra Chica genannt. Ihre höchste Erhebung ist der Cerro Uritorco (1949 m) bei Capilla del Monte. Etwas weiter westlich liegt die Sierra Grande, die etwa auf der Höhe der Stadt Villa Carlos Paz in die Sierra de los Comechingones übergeht. Ihre höchste Erhebung ist der Cerro Champaquí (2790 m). Die westlichste Bergkette ist die relativ niedrige und sehr dünn besiedelte Sierra de Pocho. Die Region im Zentrum heißt Pampa de Achala.
Die Sierras de Córdoba sind eines der bedeutendsten Ferienzentren Argentiniens. Drei Millionen Touristen besuchen die Sierras pro Jahr. Die bedeutendsten Fremdenverkehrsorte sind Villa Carlos Paz, Cosquín, La Falda, Alta Gracia, Mina Clavero, Villa Cura Brochero und Villa General Belgrano.